# アンドレア・コッサニオバ
アンドレア・コッサニオバ（Andrea Kossányiová、1993年8月6日 - ）は、チェコの女子バレーボール選手。ポジションはアウトサイドヒッター。チェコ代表。

## 来歴
- クラブチーム

2007年、PVK Olymp Prahaへ入団。2012年、VKプロスチェヨフに移籍。2012/13～2014/15シーズンにかけての国内リーグで3連覇に貢献した。欧州チャンピオンズリーグではベスト8となった。2015/16シーズンからはポーランドリーグの#VolleyWrocławへ移籍し2年間プレーした。2017/18シーズンは再びVKプロスチェヨフでプレーし、国内リーグとチェコカップで優勝を果たした。2018/19シーズンはVK UP Olomoucに移籍し、国内リーグでチームを23年ぶりのリーグ制覇に導いた。2019/20シーズンからはポーランドリーグのBKS BOSTIK Bielsko-Białaで、2021/22シーズンは再び#VolleyWrocławでプレーした。2022/23シーズンからはルーマニアリーグのCSM Volei Alba-Blajと契約した。
- 代表チーム

アンダーカテゴリーの代表として2010年、ジュニア欧州選手権で銅メダルを獲得した。2011年、シニアのチェコ代表に初選出され、同年の欧州選手権でデビューした。2012年、地元開催のヨーロッパリーグで金メダルを獲得した。2013年、ワールドグランプリに出場した。2017年、欧州選手権で12位となった。2019年のヨーロッパリーグで金メダルを獲得し、MVPに選ばれた。同年の東京五輪大陸間予選に出場した。2021年より代表チームで主将を務める。2022年、オランダで開催された世界選手権に出場した。

## 球歴
- 世界選手権 - 2022年
- 欧州選手権 - 2011年、2013年、2015年、2017年、2021年
- ワールドグランプリ - 2013年、2014年、2015年、2016年、2017年

## 受賞歴
- 2019年　ヨーロッパリーグ MVP

## 所属クラブ
- PVK Olymp Praha（2007-2012年）
- VKプロスチェヨフ（2012-2015年）
- #VolleyWrocław（2015-2017年）
- VKプロスチェヨフ（2017-2018年）
- VK UP Olomouc（2018-2019年）
- BKS BOSTIK Bielsko-Biała（2019-2021年）
- #VolleyWrocław（2021-2022年）
- CSM Volei Alba-Blaj（2022-）